# Svarttjärnen (Bräcke socken, Jämtland, 694578-147711)
Svarttjärnen är en sjö i Bräcke kommun i Jämtland och ingår i Ljungans huvudavrinningsområde.